# Илеменза (река)
Илеменза, в верхнем течении Воронья — река в России, протекает по территории Беломорского района Карелии. Впадает в Пулозеро. Длина реки — 13 км.
Исток — озеро Большое Воронье. Высота истока — 141,7 м над уровнем моря.
Высота устья — 108,9 м над уровнем моря.

## Данные водного реестра
По данным государственного водного реестра России относится к Баренцево-Беломорскому бассейновому округу, водохозяйственный участок реки — реки бассейна Онежской губы от южной границы бассейна реки Кемь до западной границы бассейна реки Унежма, без реки Нижний Выг. Речной бассейн реки — бассейны рек Кольского полуострова и Карелии, впадает в Белое море.